# Jeunes Spartiates à l'entraînement
Jeunes Spartiates à l'entraînement est un tableau réalisé vers 1860 par le peintre français Edgar Degas. Cette huile sur toile est une peinture d'histoire représentant une scène d'éducation spartiate peut-être inspirée d'un passage des Vies parallèles de Plutarque consacré à Lycurgue, que l'on aperçoit à l'arrière-plan. Elle figure un groupe de cinq jeunes filles au torse nu n'hésitant pas à défier cinq garçons entièrement dévêtus pendant leur entraînement à la lutte sur une plaine devant Sparte et le Taygète. Montrée à la cinquième exposition impressionniste, à Paris en 1880, elle est aujourd'hui conservée à la National Gallery, à Londres, au Royaume-Uni, depuis son acquisition en 1924.

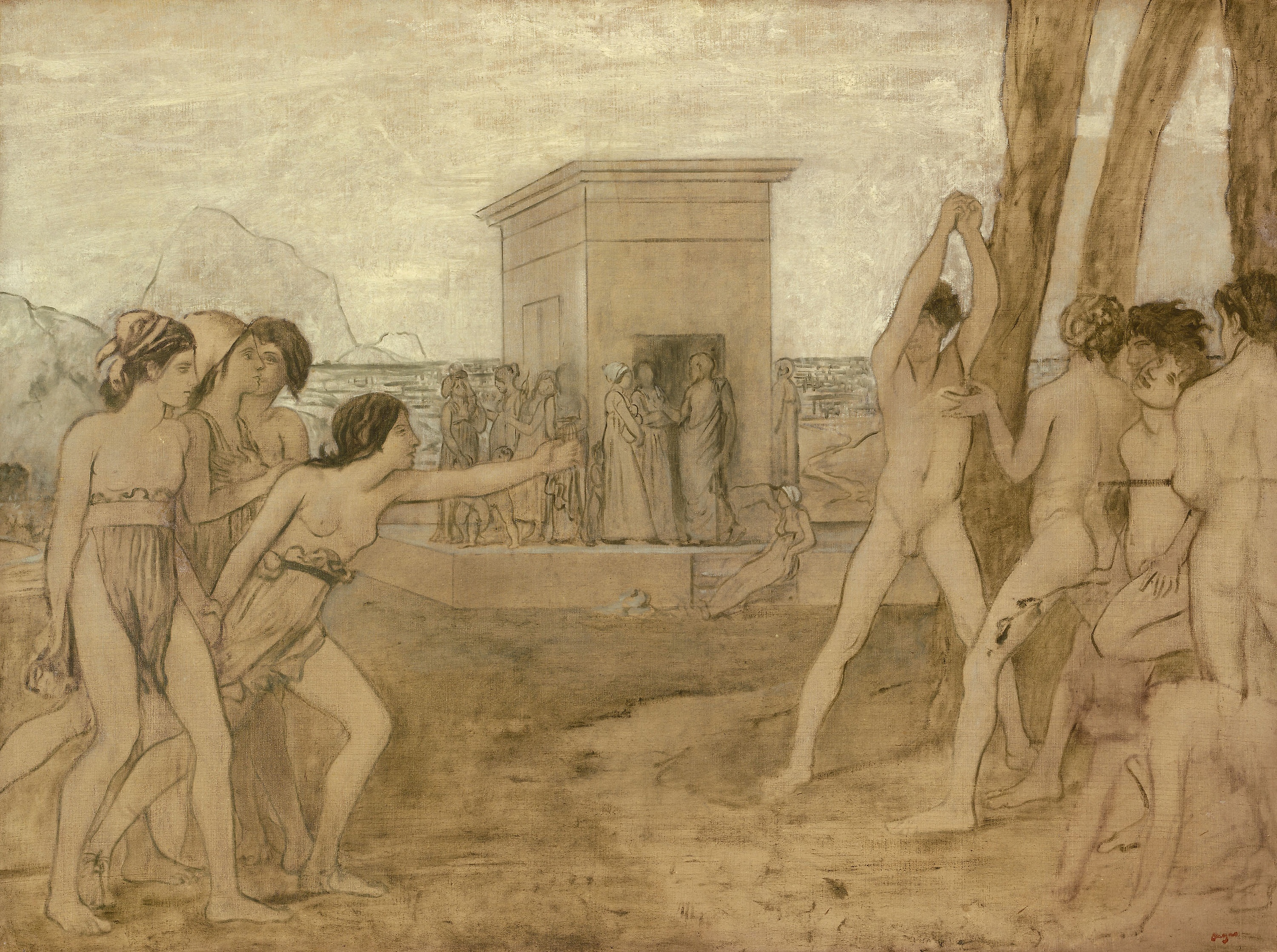
Esquisse – Art Institute of Chicago, Chicago.
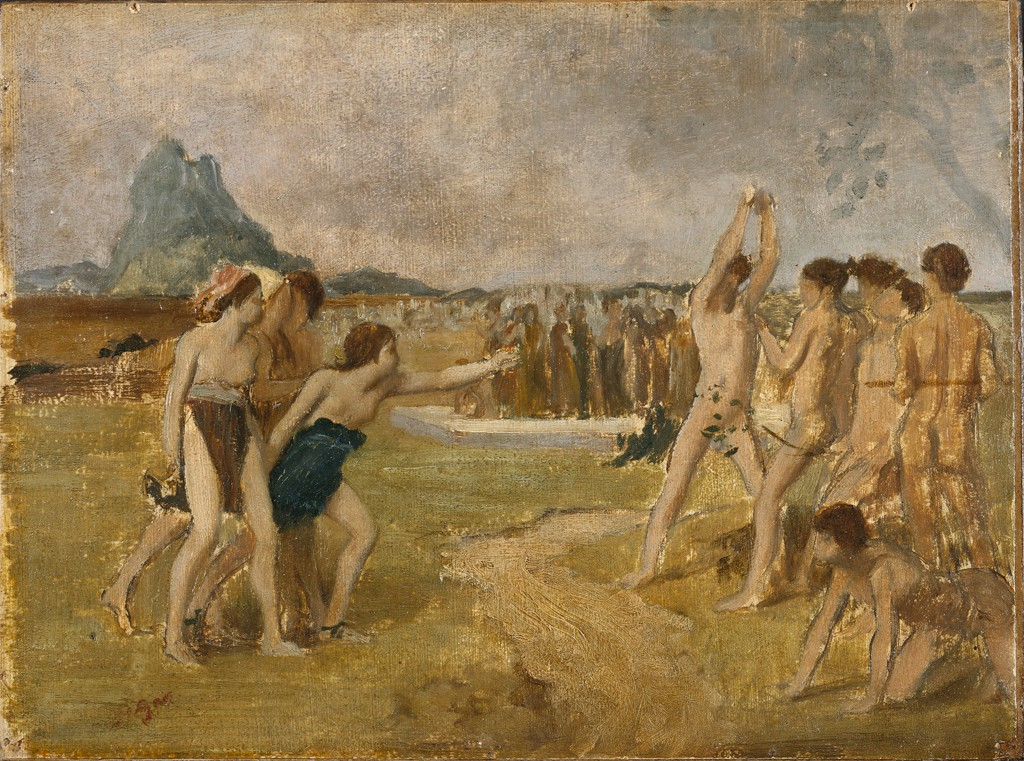
Étude – Fogg Art Museum, Cambridge.